# The Century (Los Angeles)
Le Century est un gratte-ciel de 42 étages mesurant 146,5 mètres de haut qui offre des appartements en copropriété dans le quartier de Century City à Los Angeles, en Californie. Achevé fin 2009, l'édifice est le 31e plus haut bâtiment de Los Angeles. L'immeuble de 140 appartements a été conçu par l'entreprise Robert AM Stern Architects .

## Histoire
Le Century a été développé par Related Companies et construit sur le site de l'ancien St. Regis Los Angeles, qui faisait autrefois partie du Century Plaza Hotel.
Le 22 juillet 2008, Candy Spelling, la veuve du producteur de télévision Aaron Spelling, a acheté le penthouse occupant les deux derniers étages de l'immeuble. La résidence, qui est d'environ 1,530 m², a établi un record de prix au pied carré pour une résidence en copropriété à Los Angeles. Elle a ensuite déposé une plainte contre les promoteurs immobiliers pour avoir pris trop de temps à le construire.
L'offre la moins chère proposée au Century était de 1 800 000 $ pour une résidence d'une chambre, tandis que la plus chère était de 47 000 000 $.

## Résidents notables
- Rihanna
- Matthew Perry
- Candy Spelling
- Paula Abdul
- Elizabeth Berkley
- Dorothy Wang
- Nobu Matsuhisa